# Efraín Juárez
Artikeln följer den spanska namnseden; faderns efternamn är Juárez och moderns efternamn Valdez.
Efraín Juárez Valdez, född 22 februari 1988, är en mexikansk före detta fotbollsspelare (defensiv mittfältare). Han har tidigare spelat för det mexikanska landslaget. Juárez är sedan 2020 assisterande tränare i New York City FC.

## Karriär
Den 4 mars 2019 värvades Juárez av Vålerenga, där han skrev på ett ettårskontrakt.
I mars 2020 blev Juárez anställd som assisterande tränare i New York City FC.